# Фізична космологія
Див. також ширше визначення терміна — космологія.
Фізична космологія — підрозділ астрономії, який досліджує фізичне походження Всесвіту і його природу в найбільших масштабах.

## Стародавні уявлення
Аналіз поглядів стародавніх натурфілософів дає змогу стверджувати, що певні натурфілософські погляди набули подальшого розвитку і заклали підвалини сучасної теоретичної та експериментальної науки.

### Месопотамія
У стародавньому Вавилоні понад 3 тис. років тому виникла сукупність уявлень про космогонію (походження й розвиток небесних тіл та їх систем у Всесвіті) та космологію (уявлень стосовно будови Всесвіту як єдиного цілого). Вавилоняни вважали найважливішим світилом Місяць, але знали ще п'ять планет. Їм належить відкриття цілої низки законів, у тому числі послідовності віддаленості планет від Землі; періодичності сонячних та місячних затемнень. Вони розробили поділ екліптики відповідно до знаків зодіаку, запровадили в практику шістдесяткову систему числення, яку покладено в основу кутової (градусної) та часової систем мір, та місячний календар, поширений у багатьох народів і донині.

### Стародавній Єгипет

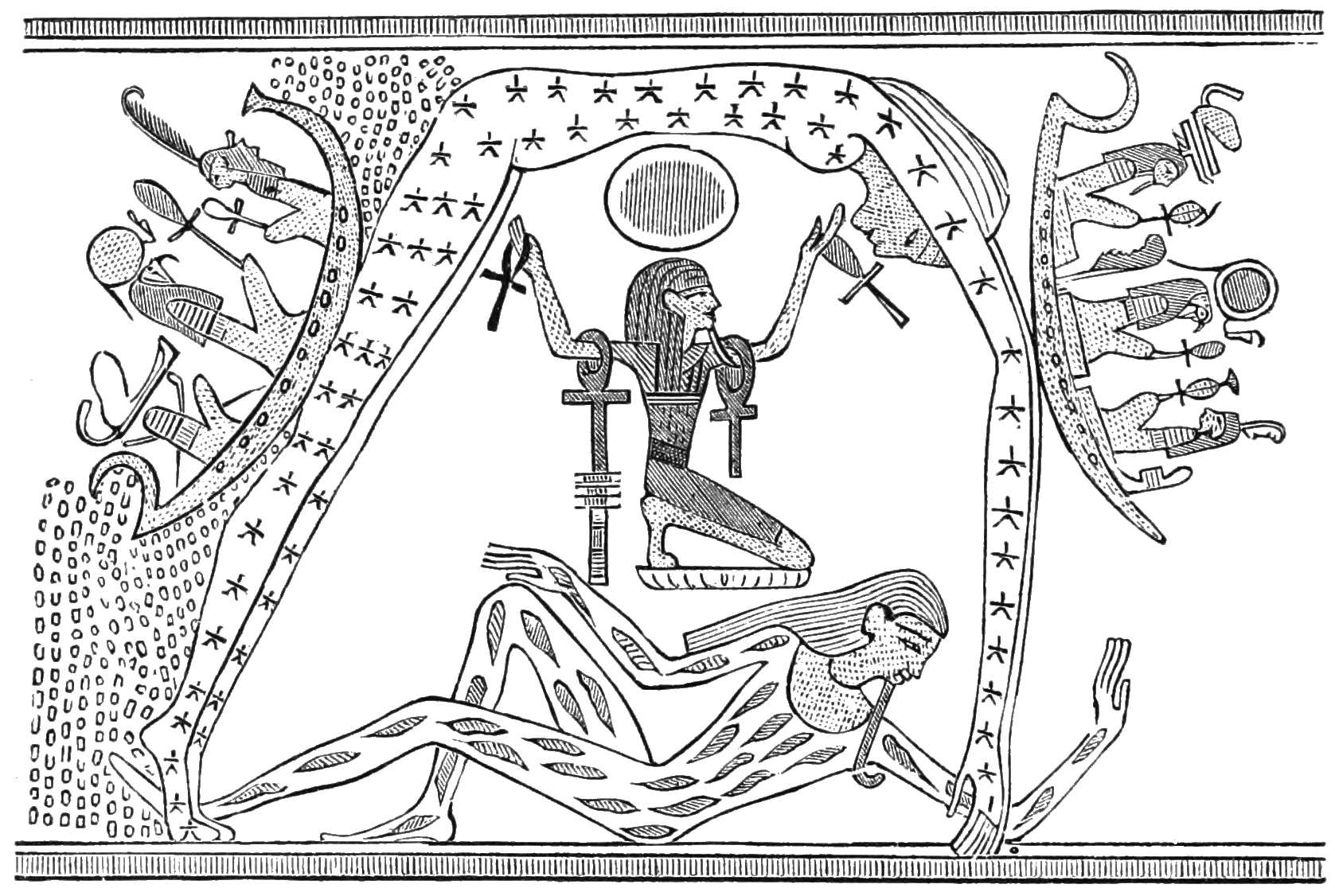
Уявлення древніх єгиптян про Всесвіт

Пізніше в стародавньому Єгипті виникли пояснення деяких життєво важливих природних явищ, насамперед повеней Нілу, що траплялися залежно від положення Сонця на небі. Це зумовило створення єгиптянами сонячного календаря. Відомий грецький географ і історик Геродот вважав, що саме єгиптяни вперше правильно визначили довжину року в добах (365 та 1/4), виділили 12 місяців однакової тривалості та додавали щороку 5 днів і навчилися, використовуючи календар, точно передбачати погодні зміни. Вавилоняни та єгиптяни ввійшли в історію як перші меліоратори, бо вони створили системи зрошення, що функціонували протягом тисячоліть.

### Фінікійці
Фінікійці й карфагеняни були мореплавцями та завойовниками. Їхній Всесвіт був набагато ширшим геометрично і прагматичнішим. Історики землезнавства вважають, що фінікійці задовго до Гомера вже добре вміли застосовувати астрономічні спостереження для навігації. Орієнтуючись за зорями, вони плавали у відкритому морі на відміну від греків, які навіть через 1000 років ще плавали вздовж узбережжя за периклами — давніми лоціями. На жаль, фінікійці зберігали свої знання про Землю і Всесвіт у суворій таємниці (її порушення каралося навіть смертю), тому ми знаємо про них лише в переказі греків.
На ранньому етапі свого розвитку фізична космологія була тим, що зараз відомо як дослідження небосхилу та небесна механіка.

### Античність
В античні часи (VII—IV століття до н. е.) древніми греками було запропоновано музично-числову систему Всесвіту піфагорійців, згідно з якою планети й зірки оберталися навколо Вічного вогню (уявного центра системи, що не збігався із Сонцем, яке оберталося разом із планетами). Послідовність небесних тіл встановлювалась у міру віддалення від Вічного вогню: Місяць, Земля, Сонце, Меркурій, Венера, Марс, Юпітер. Відстані між планетами вважали пропорційними частотам коливань струни за інтервалами музичного звукоряду, що визначали експериментально. Дещо пізніше виникли геоцентрична та геліоцентрична моделі Всесвіту.

#### Геоцентризм

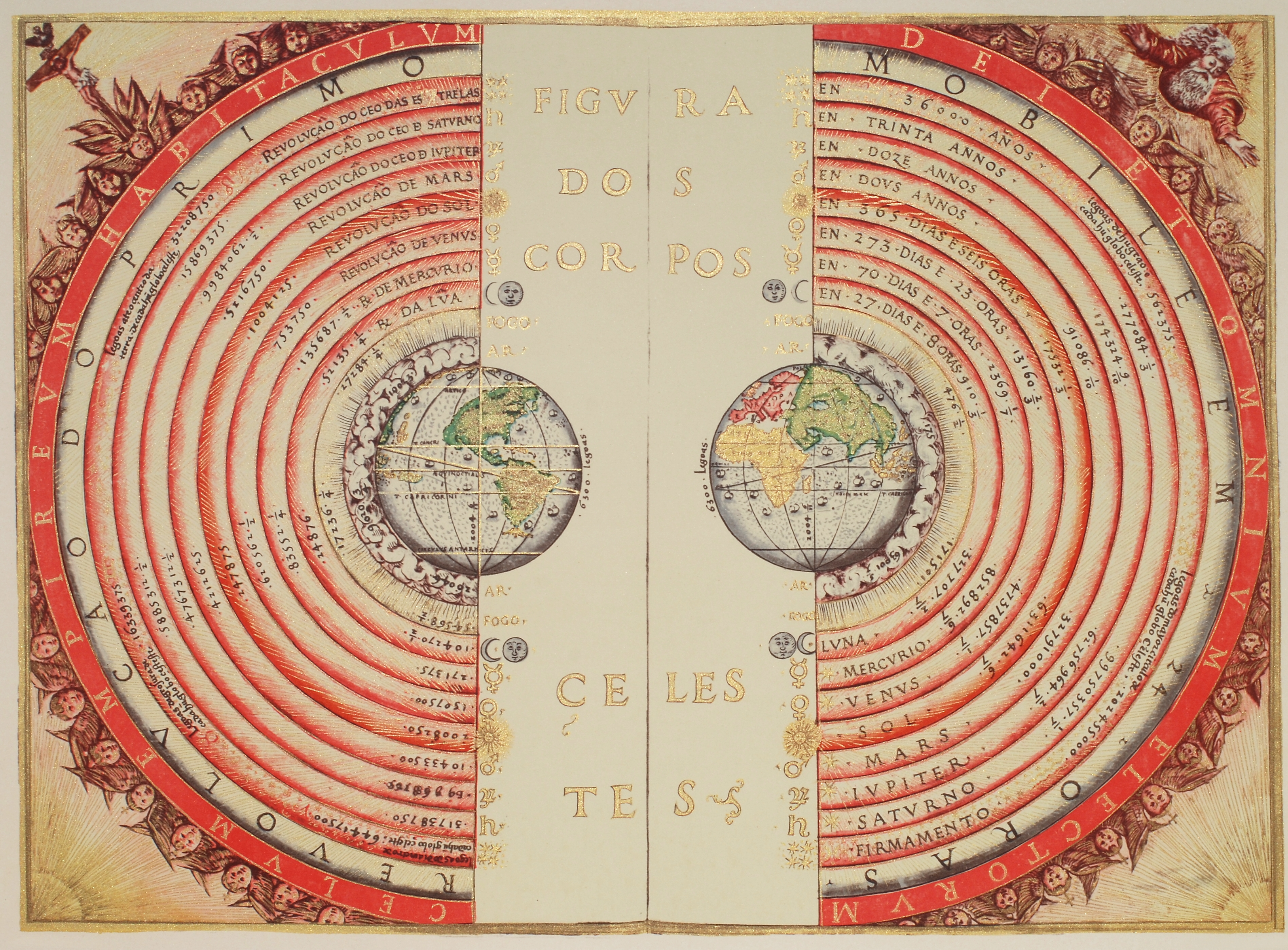
Ілюстрація геоцентричної системи світу Птолемея, зроблена португальським картографом Бартоломеу Велью в 1568 році. Національна бібліотека Франції

За геоцентричною моделлю Арістотеля (III століття до н. е.), сферична Земля була розташована в центрі Всесвіту, а інші небесні тіла — планети й зоряний світ — оберталися навколо Землі разом із кришталевими сферами, кожна з яких рухалась окремо. За Аристотелем, таких сфер, одна в одній, було 56. Інакше він не міг пояснити, як би кожне з небесних тіл рухалось окремо від інших.
З часом геоцентричну систему вдосконалювали. Учень Аристотеля Гіпарх відмовився від кришталевих сфер, вирішивши, що небесні тіла перебувають в ефірі. Він склав астрономічні таблиці руху небесних тіл, які через три століття було вдосконалено александрійським астрономом Клавдієм Птолемеєм. Геоцентризм як одна зі схем будови Всесвіту має вагоме значення, оскільки він став основою натурфілософської, а потім християнської доктрини, заклав підвалини системи уявлень про Землю — центр Всесвіту). Унаслідок виникла теорія антропоцентризму, що дістала втілення в християнстві. Ця система довгий час слугувала для розрахунку та пояснення видимих рухів світил на небосхилі.

#### Геліоцентризм
Слід зазначити, що геліоцентризм виник навіть раніше з геоцентризмом у давній Греції. Один із учнів славнозвісного Платона Евдокс Кнідський у IV столітті до н. е. довів: якщо розмістити у центрі Всесвіту Сонце, то орбіти небесних тіл спрощуються. Дещо пізніше Аристарх Самоський (III століття до н. е.) обґрунтував геліоцентризм як систему Всесвіту, але його вчення до нас не дійшло.

## Відродження та Новий час

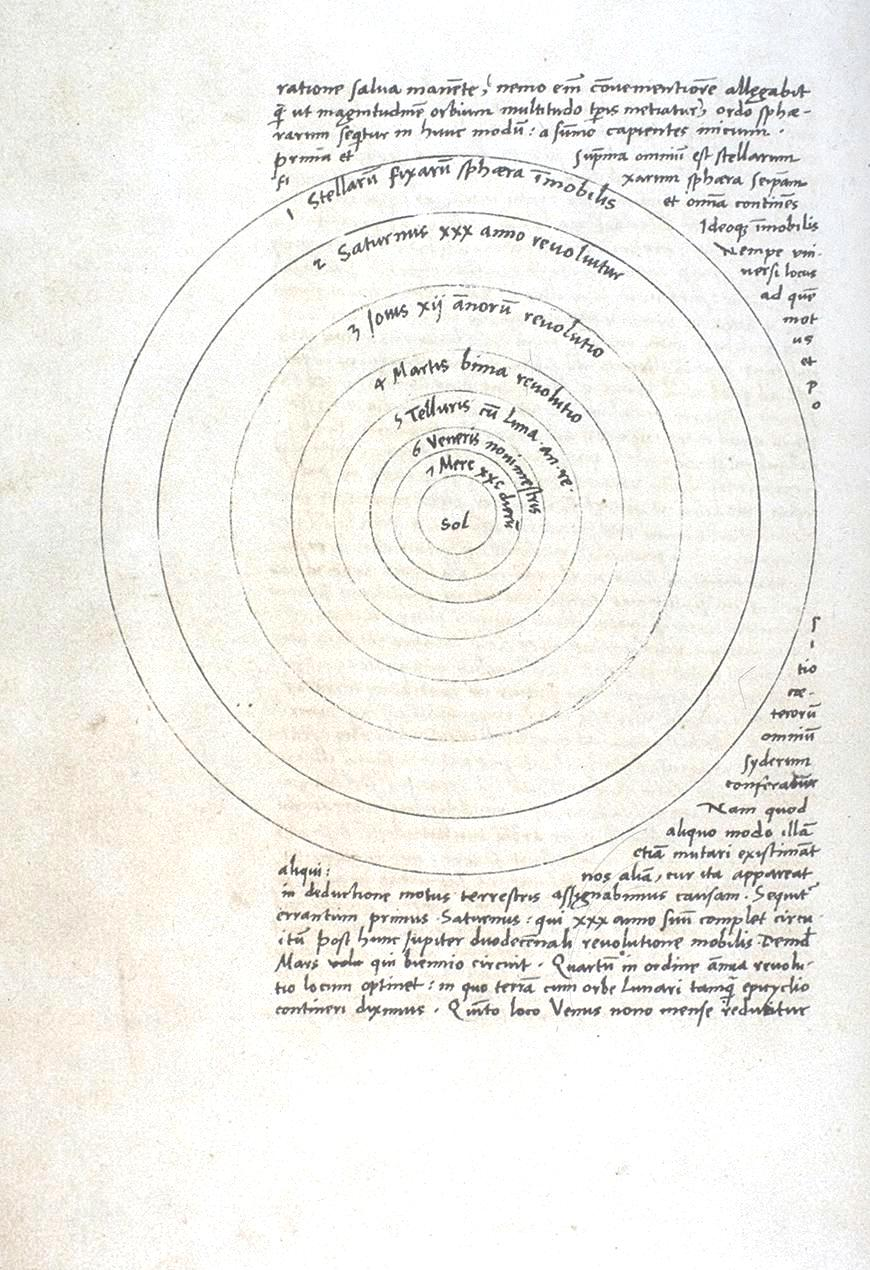
Небесні сфери з рукопису Коперника

Миколай Коперник у виданому при смерті творі запропонував значно простішу для розрахунків та уявного відтворення геліоцентричну модель сонячної системи, яка в той час ототожнювалась з моделлю Всесвіту. Надалі, протягом приблизно 100 років, у зв'язку з розвитком спостережної астрономії та появою телескопа для вивчення планет геліоцентризм не лише остаточно укріпився як астрономічна догма, а й набув світоглядного значення. Йоганн Кеплер, опираючись на спостереження Тихо Браге, здійснив якісний математичний опис цієї моделі. Поряд з цим Галілео Галілей довів її правильність на основі власних спостережень та наукових методів досліджень, які сам тоді вперше сформулював.
Роботи Галілея започаткували протистояння стрімко зростаючої фізичної космології, яка в той час була зародком науки з релігійною космологією, розширеною за рахунок космологічних поглядів Аристотеля щодо руху світил на небосхилі. Наслідком такого протистояння став перегляд прихильниками релігійної космології деяких її категоричних тверджень та висновків, зроблених на основі вчень Аристотеля, в той час як фізична космологія знайшла своє продовження в працях Ісаака Ньютона, який довершив створення цієї моделі формулюванням законів механіки та виведенням закону тяжіння. Втім, у астрономії лишилися деякі елементи геоцентризму, наприклад астрономічні таблиці, складені ще на початку нової ери Птолемеєм, слугують досі для розрахунку орбіт небесних тіл.
Принциповим для опанування людиною Всесвіту за межами Сонячної системи стало вчення Джордано Бруно, в якому йшлося про велику кількість зоряних світів — галактик (за сучасними уявленнями налічують порядка 108) — контури Всесвіту було істотно розширено. Модель Сонячної системи втратила значення моделі Всесвіту. Протягом наступних чотирьох століть стало відомо — зоряний світ такий величезний, що його не можна охопити людською уявою. Зовсім недавно було доведено, що саме зорі та інші видимі об'єкти Всесвіту є меншою частиною маси космічної речовини. Створення нової моделі Всесвіту було розпочато з гіпотези про поширеність законів механіки і всіх інших законів природи, відкритих в Сонячній системі, на всі ділянки простору та тіла у ньому. Базою такій гіпотезі слугували висновки теорії Ньютона про поширеність законів механіки на всі тіла Сонячної системи. Поширеність законів механіки та деяких інших законів природи (зокрема законів квантової механіки, яку можна вважати підґрунтям хімії, законів термодинаміки, електромагнетизму тощо) на віддалені об'єкти космосу з розвитком спостережувальної астрономії неодноразово перевірялась та підтверджувалась в явній та неявній формах в роботах численних астрономів.
Однією з перших відомих космогонічних гіпотез була гіпотеза Рене Декарта у 1644 році: фундаментальною властивістю матерії є протяжність та рух у просторі й часі. Це добре описується математично, й тому Р. Декарт стверджував: «Дайте мені протяжність та рух, і я побудую Всесвіт». За Р. Декартом речовина складається з частинок, що різняться за розміром та характером руху. Найважчі й найменш рухомі з них утворили Землю, яка самостійно не рухається, а переноситься в просторі «течією неба», тобто вихором частинок іншого типу — легших і рухливіших за перші. Декарт вважав, що «силою розуму можна охопити будь-яке явище». Фундаментальні властивості матерії — протяжності в просторі й часі — набуло принципового значення як основа нової філософії картезіанства, що стала фундаментом діалектики, й заклала підвалини сучасних уявлень про Всесвіт.
Всесвіт вважають нестаціонарною системою, тобто такою, стан якої залежить від моменту спостереження (система, що саморозвивається). Завдяки сучасним дослідженням фізиків-теоретиків доведено такі положення теорії Всесвіту:
- Всесвіт безмежний, але скінченний;
- відбувається розбігання галактик, тобто кожна з них віддаляється водночас від усіх інших, про що свідчить червоний зсув спектрів випромінення зірок (за ефектом Доплера це відповідає віддаленню джерела випромінення від спостерігача);
- вік Всесвіту становить близько 13,7 млрд років.

Перші уявлення стосовно будови й утворення Землі з'явилися наприкінці XVII століття. За теорією Лейбніца, Земля утворилася з речовини, що перебувала у вогняно-рідкому стані. Згодом, протягом трьох століть, виникло кілька десятків гіпотез наступних видів.

### Гіпотези, за якими Сонце утворилося раніше, ніж планети
Утворення планет з речовини Сонця. Найраннішу гіпотезу висловив математик Ж. Бюффон ще наприкінці XVIII століття, припустивши, що із Сонцем зіткнулася комета, котра виштовхнула з нього певну кількість розжареної речовини, з якої й утворилися планети. На початку XX століття англійський фізик і астроном Джеймс Джинс математично довів, що подібне явище викиду сонячної речовини мало траплятися навіть без зіткнення небесних тіл — лише через їхнє відносне наближення, що спричиняло припливоутворювальну силу, яка й розривала первісне Сонце.
У середині XX століття харківський учений В. Г. Фесенков висунув гіпотезу, згідно з якою сонячна речовина була викинута із зорі внаслідок прискорення її осьового обертання (завдяки стисненню й зменшенню радіуса небесного тіла). Але цій гіпотезі суперечить надзвичайно повільне обертання Сонця навколо осі, тому згодом і сам автор від неї відмовився.
Захоплення Сонцем сторонньої речовини. Праці О. Ю. Шмідта, опубліковані в 1940-х роках пропонували гіпотезу, що Сонце захопило величезну масу космічного пилу й газів, що поступово ця хмара набувала впорядкованого обертання у вигляді сочевиці та розкладалася на окремі згустки речовини (планетезималі, тобто зародки планет), які згодом утворили окремі небесні тіла. Проблемою гіпотези була розбіжність між моментами руху планет і Сонця. Майже одночасно Карл Вайцзекер пояснив перенесення моменту руху через тертя між частинками космічної матерії. Надалі в гіпотезах такого типу вивчалися процеси акреції — зіткнення й злипання частинок під впливом гравітаційної сили, що сприяла цьому (за Г. Альвеном), та електромагнітної взаємодії, що диференціювала частинки (за Г. В. Войткевичем). Нині такі гіпотези вважаються чи не найімовірнішими.

### Гіпотези захоплення Сонцем сторонньої речовини
Небулярні гіпотези. Першу наукову гіпотезу, згідно з якими Сонце й планети утворились із речовини туманності («небулюс» — хмаринка) розробив Іммануїл Кант (середина XVIII століття) та П'єр-Симон Лаплас (кінець XVIII століття). Парадоксально, що Кант та Лаплас жили в різні часи, не співпрацювали, крім того, розробили дещо відмінні уявлення, але гіпотеза історично дістала назву космогонічної гіпотези Канта — Лапласа. Вона домінувала в науці аж до середини XX століття, коли В. Г. Фесенков опрацював найповніший її варіант, що був опублікований у 1960 році. Вченим було виділено кілька етапів утворення зірок і планет:
- утворення туманності за рахунок викиду газу з нової або ж наднової зорі;
- утворення в туманності неоднорідностей («ниток» та «волокнин») — самоутворення структурних відмінностей;
- виникнення згущень у складі «ниток» і «волокнин» й подальше перетворення їх на небесні тіла — планети;
- довільне зростання густини в найбільших за масою небесних тілах з виділенням теплової енергії від стискання речовини, що призводить до критичних температур та ядерних реакцій. Кінцевим добутком яких є утворення гелію та вивільнення величезної кількості енергії у вигляді потоків α-частинок — складових «сонячного вітру» та γ-випромінення.

## Сучасний етап
Сучасна фізична космологія виникла в першій половині ХХ ст. на основі релятивістської теорії тяжіння Ейнштейна. Найпростіші закономірності розширення Всесвіту були відкриті в результаті спостережень Едвіна Габбла. Вони описуються розв'язком рівнянь Ейнштейна, що був знайдений Фрідманом, Леметром, Робертсоном і Уолкером. Виникнення Всесвіту вперше було описане в теорії Великого вибуху в 1947 р. американським вченим Георгієм Гамовим (народженим в місті Одеса). Нові ідеї щодо еволюції Всесвіту були розвинуті в теорії інфляції, розробленій у 1985 р. радянським фізиком Андрієм Лінде.
Відчутного поштовху у напрямку розвитку фізична космологія зазнала після створення спеціальної та загальної теорій відносності Альбертом Ейнштейном. В спеціальній теорії відносності знайшли своє математичне відображення революційні на той час зміни у поглядах на простір і час, які природно виникли під час спроб пояснити незалежність швидкості світла від руху спостерігача відносно джерела, встановлену в експериментах Хука і Фізо та, точніше, в експерименті Майкельсона. Згідно із цими поглядами, простір і час не є абсолютними та незалежними один від одного, а залежать від руху спостерігачів, які їх вимірюють. Наступним важливим етапом для розвитку фізичної космології стала гіпотеза Ейнштейна про зв'язок геометричних характеристик простору-часу та енергетичних характеристик матерії — енергії та імпульсу. Ця гіпотеза явно чи неявно лежить в основі всіх створених на даний момент теорій гравітаційного поля, серед яких пальму першості та провідне місце із застосування займає загальна теорія відносності Ейнштейна, побудована на основі Ріманової геометрії чотиривимірного простору-часу (4-простір сигнатури Мінковського). Фрідман знайшов розв'язки рівнянь загальної теорії відносності Ейнштейна для однорідного та ізотропного розподілу речовини у Всесвіті, що відповідає реальному розподілу речовини у найбільших доступних для спостереження масштабах, і показав, що Всесвіт не є стаціонарним — середня густина змінюється з часом. Габбл підтвердив таку нестаціонарність, встановивши зв'язок між зміщенням спектрів далеких галактик як наслідок ефекту Доплера із відстанню до них. Згодом низкою науковців, серед яких і фізиком із США — вихідцем з України Георгієм Гамовим, — був запропонований сценарій гарячого Всесвіту — феноменологічний опис його розвитку, який був згодом підтверджений відкриттям залишкового рівноважного випромінювання, що залишилося від його гарячої епохи. Наявність такого випромінювання була раніше передбачена Георгієм Гамовим.
Після створення інфляційної моделі Аланом Гутом стало можливим пояснити механізм Великого вибуху та деякі характеристики Всесвіту, серед яких — залежність усередненої по всьому просторі амплітуди неоднорідностей густини від їх масштабу. Кульмінацією розвитку фізичної космології стало відкриття неоднорідного розподілу температури залишкового випромінювання за кутовими координатами в супутниковому експерименті COBE та, точніше, в експерименті WMAP. Наявність таких неоднорідностей передбачалась створеною теорією. На сьогоднішній момент космологія достатньо успішно пояснює розвиток Всесвіту від моменту Великого вибуху до теперішнього часу, кількісно описуючи всі його характеристики, і є наукою, що стрімко розвивається.

### Автодидактичний Всесвіт
У квітні 2021 Лі Смолін, Стефон Олександр, та команда фізиків-теоретиків, яка працює з Microsoft, запропонували підхід до космології, у якому запропоновано дослідження ландшафту можливих законів в вигляді певного класу матричних моделей шляхом припущення, що походження фізичних законів можна пояснити на основі архітектур машинного навчання у відповідності з фізичними теоріями.

## Основні напрямки досліджень

### Ранній Всесвіт (теорія інфляції)
Сучасні фізичні моделі походження та еволюції спостережуваного Всесвіту та його структури можна укласти в часову шкалу від {\displaystyle -\infty } до {\displaystyle +\infty } таким чином:
Вічне минуле ({\displaystyle -\infty \div 0}) — Те, з чого сформувалось ВСЕ у нашому Всесвіті, перебувало у метастабільному стані скалярного поля (або кількох різних полів) з планківською густиною енергії. Простір і час — квантові. Цю епоху називають просторово-часовою піною. Випадкові квантові флюктуації приводять до неперервної зміни значень фундаментальних сталих фізичних взаємодій, просторово-часових вимірів. Матерії у формі звичних частинок ще не існує.
Великий вибух (0—10−45 c) — В одній квантовій області просторово-часової піни в результаті квантових флуктуацій сформувався 3+1 вимірний простір-час з параметрами фундаментальних взаємодій, які після розпаду первинного стану і ряду фазових переходів привели до 4-х фізичних взаємодій нашого Всесвіту та набору елементарних частинок, які його заповнили. Така локальна область почала спонтанно розширюватись, охолоджуватись, а поле скочуватись у стан з мінімальним значенням енергії (вакуумний стан). Початок інфляції.
Інфляція (10−45 — 10−34 c) — Короткочасна стадія дуже швидкого (експоненціального) збільшення масштабів — (a(t)~ eHt). За коротку мить — наприклад, з 10−35 c до 10−25 с — масштаби зросли в ~ e10000000000 разів. Це означає, що флюктуації метрики простору-часу квантових масштабів розтягувались до таких, що наступне розширення впродовж кількох мільярдів років збільшило їх до розмірів сучасних галактик, скупчень, надскупчень, порожнин в їх розподілі й так далі. Інфляція закінчується синтезом частинок і квантів полів, які відповідають температурі на момент кінця інфляції (t2) T ≈ 6,4·1014(10−10 c/t2)1/2 К. В цю епоху могли згенеруватися реліктові гравітаційні хвилі, які далі вільно поширюються в просторі (перший реліктовий фон, який може бути зареєстрований).
Баріосинтез (~ 10−12−10−8 с) — «Суп» із кварків і глюонів «вистигає», залишивши в осаді важкі частинки — адрони і їхні античастинки.
Адронна ера (~ 10−8−10−6 с) — Короткоживучі адрони розпадаються на легші аж до протонів, нейтронів і їхніх античастинок. Частинки і античастинки перебувають в термодинамічній рівновазі з квантами електромагнітного випромінювання ГеВ-них енергій. Епоха закінчується анігіляцією речовини і антиречовини. Залишився надлишок протонів, нейтронів і електронів над їхніми античастинками (його походження поки що невідоме) і велике число квантів високих енергій, які розпадались на пару віртуальних лептонів.
Лептонна ера (~ 10−6−1 с) — лептони (електрони, мюони, тау-частинки і відповідні їм нейтрино) перебувають у термодинамічній рівновазі з випромінюванням (народження-анігіляція електрон-позитронних пар). Закінчується анігіляцією пар частинка-античастинка, залишається надлишок електронів над позитронами, кванти електромагнітного випромінювання та нейтрино, які через слабку взаємодію з рештою частинок почали вільно поширюватись у просторі (другий реліктовий фон, який може бути зареєстрований).

### Епоха нуклеосинтезу
Епоха нуклеосинтезу (1 c — 100 с) — протони і нейтрони стикаючись «злипаються», утворюючи ядра легких елементів: дейтерій, тритій, гелій-3, гелій-4, літій, берилій та інші. Основний з них — гелій, якого на кінець епохи утворилось ~ 10 % від числа протонів. Отже, спостережуване повсюдно в космосі співвідношення He/H ~ 0,1 є третім реліктом ранніх епох, який надійно реєструється. На кінець епохи сформувався первинний хімічний вміст елементів: ядра легких елементів, вільні електрони та фотони.

### Залишкове рівноважне випромінювання
Епоха домінування випромінювання (100 с — 12 000 років) — Енергія квантів реліктового випромінювання значно більша за потенціал іонізації атомів водню і гелію. Баріонна речовина повністю іонізована, середовище непрозоре через комтонівське і томсонівське розсіювання квантів на електронах. Число квантів в одиниці об'єму в ~ 108 разів більше від числа протонів, тому густина енергії випромінювання значно більша від густини речовини, і воно визначає динаміку розширення Всесвіту. Масштабний фактор {\displaystyle a(t)\propto t^{1/2}}. Але, оскільки температура падає обернено пропорційно масштабному фактору, то густина енергії падає з часом обернено пропорційно четвертому степеню масштабного фактора. Густина енергії матерії (баріонна + темна) падає обернено пропорційно кубу масштабного фактора. А тому настає момент, коли густина енергії випромінювання стає меншою за густину енергії речовини, яка починає домінувати і визначати темп розширення. Це настає в момент 12 000 років після Великого вибуху, який відповідає червоному зміщенню {\displaystyle z_{eq}\approx 6000}.
Перехідна епоха (12 000 років — 377 000 років) — Баріонна речовина ще повністю іонізована і через томсонівське розсіювання тісно пов'язана з випромінюванням. Тиск такої баріонної плазми дуже високий. Густина речовини починає домінувати і визначати темп розширення. Закінчується, коли енергії квантів вже недостатньо, щоб іонізувати водень.
Космологічна рекомбінація (377 000 років — 400 000 років) — Короткочасна епоха ({\displaystyle z_{rec}\approx 1000}), впродовж якої ступінь іонізації водню {\displaystyle x={\frac {n_{p}}{n_{p}+n_{H}}}} падає від 1 до 0. Середовище стає прозорим, випромінювання відривається від речовини і вільно поширюється в просторі. Воно приходить до нас з поверхні сферичної оболонки скінченної товщини на відстані ~ 13 мільярдів років — сфери останнього розсіяння. Це четвертий релікт, який виявлений А. Пензіасом і Р. Вільсоном 1965 року.
Темні віки (400 000 р. — 108 р.) — Середовище прозоре для випромінювання. Тиск у речовині дуже малий, що дає можливість наростати амплітуді збурень густини речовини під дією самогравітації. Густина енергії матерії значно більша від густини енергії випромінювання. Матерія із практично нульовим тиском нейтрального газу з первинним хімічним вмістом визначає темп розширення Всесвіту. Масштабний фактор {\displaystyle a(t)\propto t^{2/3}}. Ще не має ні зір, ні галактик, суцільна темрява у всьому Всесвіті.

### Формування і еволюція великомасштабної структури
Епоха зір і галактик, розширення сповільнюється (100 млн. років — 6 млрд років) — Народжуються перші зорі, які у воднево-гелієвому середовищі мають бути дуже масивними ~ {\displaystyle 10^{2}\div 10^{3}M_{\bigodot }}. Їхній час життя малий і закінчують вони його спалахом наднової величезної потужності. Жорстким випромінюванням яскравих зір та ударними хвилями, згенерованими спалахами наднових, міжзоряний і міжгалактичний газ іонізується вдруге. Міжзоряне середовище збагачується важкими елементами, що сприяє утворенню зір менших мас. Починається епоха бурхливого зореутворення і формування галактик. Розширення Всесвіту відбувається із сповільненням — самогравітація речовини переважає.
Епоха зір і галактик, розширення прискорюється (6 млрд років — 13 років, тобто до сьогодні) — Дані тесту видима зоряна величина — червоне зміщення для наднових типу Ia, вимірювання спектру потужності флюктуацій температури реліктового випромінювання та просторової концентрації галактик вказують на те, що 7 мільярдів років тому розширення Всесвіту із сповільненням змінилось на розширення з прискоренням. Так почала проявляти себе темна енергія на кшталт космологічної сталої, яка може бути інтерпретована як додатня густина енергії вакууму. Вона, чи щось подібне на неї (квінтесенція), відіграють роль сили, яка «розпирає простір» і спонукає галактики до збільшення темпу розбігання. Ця темна енергія почала переважати густину енергії звичайної матерії схильної до стягування, приблизно 4 мільярди років тому, коли наша Земля тільки народжувалась.
Епоха темної енергії (13 млрд років, сьогодні — вічне майбутнє) — у нашій та інших галактиках ще довго будуть народжуватися нові зорі, обігрівати сусідні планети, вмирати, даючи життя іншим. Але все це буде відбуватися на тлі прискореного розширення Всесвіту, з часом швидкість віддаляння від нас галактик наростатиме. Через приблизно сотню мільярдів років настане момент, коли остання галактика щезне за горизонтом подій. Разом з нею щезне і позагалактична астрономія. Ті, що житимуть у Галактиці тоді, заздритимуть нам — спостерігачам і сучасникам такого різноманіття світу галактик.
З приведеного опису може скластися враження, що космологія уже завершена і все вже вивчено. Насправді ж, описаний сценарій еволюції Всесвіту — дуже загальний. В ньому ще багато білих плям, вивчення яких може радикально змінити наші уявлення про світ, в якому ми живемо. Серед них це — природа частинок темної матерії, природа і властивості темної енергії. Із всієї баріонної речовини, яка світиться або може світитися, астрономи бачать лише ~4 %. На темну матерію припадає ще 22 % матерії. Решта 74 % — це темна енергія, природа якої поки невідома. Є багато інших, на перший погляд менш важливих нерозв'язаних проблем. Але це тільки на перший погляд. Саме там ведуться «найтяжчі бої науки за істину».

### Темна матерія

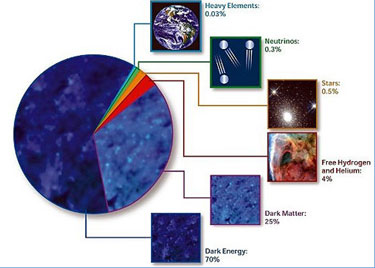
Модель будови Всесвіту за даними супутника WMAP: 70—74 % — становить темна енергія; 20—25 % — темна матерія; 3,7—5 % — інші об'єкти космосу

Темна матерія — речовина у Всесвіті, що не взаємодіє з електромагнітним випромінюванням. Відкрита в середині XX століття в результаті аналізу кривих обертання галактик і швидкостей галактик у скупченнях. З'ясувалося, що навколо кожної галактики існує гало темної матерії, маса якого в кілька разів перевищує масу зір. Крім того, у скупченнях галактик в міжгалактичному просторі маса темної матерії в десятки разів перевищує масу зір. До складу темної матерії входить воднево-гелієвий газ (баріонна темна матерія), але більша її частина є небаріонною, тобто складається з екзотичних елементарних частинок. Основні кандидати у темну матерію — це стерильне нейтрино і суперсиметричні партнери звичайних частинок, наприклад нейтраліно. Усі частинки — кандидати у темну матерію є гіпотетичними і досі спроби їх реєстрації були невдалими. Тому розвиваються альтернативні способи пояснення кривих обертання галактик і швидкостей галактик у скупченнях. Основний з них — модифікована ньютонівська динаміка, в якій припускається зміна вигляду закону всесвітнього тяжіння на масштабах від 10 кпк.
Загальний вміст темної матерії у густині Всесвіту складає понад 20 %. Великомасштабний розподіл темної матерії відповідає комірчастій структурі надскупчень галактик. За сучасною теорією утворення структури Всесвіту перші неоднорідності густини утворилися саме в розподілі темної матерії, а потім баріонна матерія була притягнута до скупчень темної. Такий висновок був зроблений після аналізу спостережень анізотропії реліктового випромінювання за даними супутника WMAP.